# Rudolf von Koschützki
Rudolf Ernst von Koschützki (* 8. April 1866 in Tarnowitz, Oberschlesien; † 16. März 1954 in Stuttgart) war ein deutscher Landwirt und Schriftsteller sowie einer der Mitbegründer der anthroposophischen Christengemeinschaft.

## Leben
Rudolf von Koschützki war Sohn eines Gutsverwalter auf verschiedenen Gütern in Oberschlesien und erlernte so  den Beruf des Landwirts.
Das einschneidendste Erlebnis für ihn war das Eisenbahnunglück, das sich am 18. Oktober 1891 um 1 Uhr in Kohlfurt ereignete. Bei der Einfahrt des von zwei Lokomotiven gezogenen Schnellzugs von Breslau nach Berlin fuhr eine zu früh losgefahrene Verschublok dem Schnellzug in die Flanke. Es gab 8 Tote und 6 Schwerverletzte. Koschützki stand für Stunden an der Todesschwelle und rang um sein Bewusstsein. Er meinte, hinüber auf die Todesseite zu blicken; doch er wollte auf der Erde leben. Nur war „eben dazwischen, zwischen Seele und Leib, etwas aus dem Leim gegangen“ (Koschützki: Fahrt ins Erdenland 1933, S. 171). Sein präziser Bericht darüber zählt zu den am besten dokumentierten Nahtoderfahrungen.
Nach diesem Ereignis konnte er nicht mehr Landwirt sein. Auf Vorschlag eines Onkels wurde er Schriftsteller. Im Jahr 1892 heiratete er Martha Louise Cordua (1865–1947).
Seit 1914 lebte er in Potsdam, später in Berlin. Dort lernte er 1916 Friedrich Rittelmeyer und durch ihn im Frühjahr 1917 Rudolf Steiner kennen. Während des Ersten Weltkriegs war er Kriegsberichterstatter.
Bei der Gründung der biologisch-dynamischen Landwirtschaft in Schlesien war Rudolf von Koschützki in leitender Position beteiligt. Am 16. September 1922 wurde er zum Priester in der Christengemeinschaft geweiht als einer ihrer Gründer.
Im Jahr 1947 starb seine Frau, mit der er bald 60 Jahre gelebt hatte.

## Werke (Auswahl)
- Der Schatz im Acker: Ein Buch für die deutsche Jugend, Hamburg 1914
- Vom Pflug zur Feder, Stuttgart 1920
- Die Quelle der Kraft, 1921 Verlag der blauen Bücher - Karl robert Langewiesche - Königstein im Taunus und Leipzig
- Vom lichten Leben, Stuttgart 1927
- Rationelle Landwirtschaft: in Wort und Bild, Berlin 1928
- Fahrt ins Erdenland: Ein Menschenschicksal, Stuttgart 1933, ²1940, ³1952 (Autobiografie)
- Sonne auf Erden, Stuttgart 1937
- Briefe an die Jugend, Stuttgart 1957
- Briefe an die Kinder, Stuttgart 1957
- Träume, Stuttgart 1955